# Charles Wang
Charles B. Wang (kinesiska: 王嘉廉; pinyin: Wáng Jiālián), född 19 augusti 1944 i Shanghai, död 21 oktober 2018 i Oyster Bay på Long Island i delstaten New York, var en kinesisk-amerikansk programvaruutvecklare och IT-entreprenör som var med och grundade Computer Associates International, Inc (nu CA, Inc.). Han blev senare ägare till det professionella ishockeylaget New York Islanders i NHL.

## Biografi
Wang föddes 1944 i Shanghai och hans familj flyttade till USA, närmare bestämt till Queens i New York, när han var åtta år. Han gick på Brooklyn Technical High School i Fort Greene i Brooklyn och tog en kandidatexamen i matematik på Queens College. Han började efter det jobba på Columbia University i New York.
1976 var Wang med och grundade Computer Associates International (nu CA, Inc.) som producerar programvara till företag och jobbade för företaget fram till 2002.
2000 köpte Wang och en av hans kolleger i CA, Inc., Sanjay Kumar, det amerikanska ishockeylaget New York Islanders för $ 190 miljoner och var delägare fram till 2004 då Wang köpte Kumars del på grund av att Kumar hamnade i kläm med rättvisan och dömdes till 12 års fängelse för ett massivt finansbedrägeri inom CA, Inc. som kan vara så stort som $ 2,2 miljarder. Wang är också drivande i Islanders nya projekt "The Lighthouse Project" där det ingår en fullständig renovation av deras föråldrade arena Nassau Veterans Memorial Coliseum samt att bygga nya fastigheter och göra om området runt arenan till en kalkylerad kostnad på $ 3,74 miljarder, ett projekt som beräknas starta under 2010 efter en rad byråkratiska problem. Projektet ska vara färdigställt till senast 2020.
Wang var ifrågasatt inom NHL då han 2001 erbjöd den ryske ishockeyspelaren Aleksej Jasjin ett tio-års kontrakt värderat till $ 87,5 miljoner. Jasjins presterande på isen blev sämre och sämre för varje år som gick. Islanders och Wang valde att köpa ut Jasjin 2007 för $17,63 miljoner som de kommer att betala fram till 2015. En annan uppseendeväckande affär av Wang var den med deras målvakt Rick DiPietro som skrev på en kontraktsförlängning på 15 år fram till 2021 värd $ 67,5 miljoner. Många experter hävdade att affären med Jasjin var startskottet till den löneinflation som NHL drabbades av i början av 2000-talet och som ledde till att säsongen 2004–05 fick ställas in och ett lönetak togs fram. DiPietro-affären anses också vara startskottet till de långa kontrakt som många spelare idag skriver med sina klubbar.